# Зофка Кведер
Зофка Кведер (на словенски: Zofka Kveder; 22 април 1878 – 21 ноември 1926 г.) е писател, драматург, преводач и журналист, който пише на словенски, а по-късно и на хърватски. Смятана за една от първите словенски писателки и феминистки.
Кведер е родена в Любляна и прекарва по-голямата част от детството си в провинция Долна Карниола, преди да бъде изпратена в манастирско училище в Любляна. През 1897 г. започва работа в същия град. През 1899 г. за първи път се премества в Триест и след това в Берн, където се записва в университета, но не може да се издържа финансово и се отправя към Мюнхен, а след това и в Прага. Там тя се запознава със своя бъдещ съпруг Владимир Йеловшек, хърватски студент по медицина, с когото се преместват да живеят в Загреб през 1906 година. По-късно тя се омъжва повторно за хърватския политик Юрай Деметрович. В Прага тя публикува първата си книга с разкази Misterij žene („Мистерията на жената“).
В словенската литература се оценява подкрепата ѝ на младите по това време писатели като Прежихов Воранц и Франс Бевк в ролята ѝ на редактор на пражкото списание Domači prijatelj. Тя превежда и някои от творбите на Янко Керник и Иван Чанкар на немски, както и чешки и хърватски пиеси на словенски. 

## Избрани произведения
- Мистерията на жената, разкази (1900)
- Odsevi, разкази (1902)
- Iz naših krajev, разкази (1903)
- Iskre, разкази (1905)
- Njeno življenje, роман (1914 и 1918)
- Vladka in Mitka, (1927)
- Vladka, Mitka in Mirica, (1928)
- Ханка, роман (1917 на хърватски, 1938 на словенски)
- Veliki in mali ljudje, (1960)

## Пиеси
- Ljubezen, (1901)
- Американци, (1908)
- Unuk Kraljevića Marka (1922)
- Arditi na otoku Krku, (1923)